# Mostovi Toko-Rija (1954.)
Mostovi Toko-Rija (eng. The Bridges At Toko-Ri), američki ratni film iz 1954. godine.

## Sažetak radnje
Glavni junak filma je odvjetnik Harry Brubaker, veteran Drugoga svjetskog rata, čiji posao u civilnoj službi prekida vojni poziv za u rat protiv Sjeverne Koreje. Teškoću mu predstavlja PTSP koji ima još od Drugoga svjetskog rata te nastoji biti pribran i podnijeti tegobe koje rat na dalekom ratištu donosi - obitelj mu ostaje vrlo daleko a na ratištu stalno prijeti pogibelj. Brubaker i suborci su zrakoplovci i dobili su zadaću bombardirati strateške mostove u Sjevernoj Koreji, no problem je što je obrana svakog mosta vrlo snažna, što čini misiju iznimno teškom i pogibeljnom.

## Nagrade
- Roman po kojem je napisan scenarij dobio je Pulitzerovu nagradu.
- Oscar za najbolje vizualne efekte
- Oscar za najbolju montažu

## Vanjske poveznice
- YouTube Trailer filma